# Polisportiva Sassari Torres 1999-2000
Questa pagina raccoglie le informazioni riguardanti la Polisportiva Sassari Torres nelle competizioni ufficiali della stagione 1999-2000.

## Rosa
| N. |                   | Ruolo | Calciatore             |
| -- | ----------------- | ----- | ---------------------- |
|    | Italia (bandiera) | C     | Luca Amoruso (II)      |
|    | Italia (bandiera) | D     | Riccardo Chechi        |
|    | Italia (bandiera) | C     | Stefano De Angelis     |
|    | Italia (bandiera) | C     | Sandro Federico        |
|    | Italia (bandiera) | C     | Pietro Garau           |
|    | Grecia (bandiera) | A     | Theofilos Karasavvidīs |
|    | Italia (bandiera) | D     | Luca Lacrimini         |
|    | Italia (bandiera) | A     | Antonio Langella       |
|    | Italia (bandiera) | D     | Danilo Ledda           |
|    | Italia (bandiera) | C     | Fabio Levacovich       |
|    | Italia (bandiera) | D     | Lorenzo Lungheu        |

| N. |                   | Ruolo | Calciatore             |
| -- | ----------------- | ----- | ---------------------- |
|    | Italia (bandiera) | C     | Sandro Mazzoni         |
|    | Italia (bandiera) | D     | Rudy Nicoletto         |
|    | Italia (bandiera) | D     | Luca Panetto           |
|    | Italia (bandiera) | D     | Fabio Paschetta        |
|    | Italia (bandiera) | P     | Salvatore Pinna        |
|    | Italia (bandiera) | C     | Sebastiano Pinna       |
|    | Italia (bandiera) | C     | Omar Rivolta           |
|    | Italia (bandiera) | C     | Luca Rusani            |
|    | Grecia (bandiera) | A     | Eleftherios Tzivanakis |
|    | Italia (bandiera) | A     | Stefano Udassi         |
|    | Italia (bandiera) | D     | Filippo Zani           |